# Julien Ngoy
Julien Fontaine Ngoy Bin Cibambi (* 2. November 1997 in Antwerpen) ist ein belgischer Fußballspieler mit kongolesischen Wurzeln.

## Karriere
Seine fußballerische Karriere begann Ngoy beim EFJ Molenbeek. Weitere Stationen in seiner Jugend waren Crossing Schaerbeek, RSC Anderlecht und RWDM Molenbeek, bevor er in die Jugendabteilung des FC Brügge wechselte. 2013 folgte der Wechsel nach England, in die U18-Mannschaft von Stoke City. Im Jahre 2016 wurde er in den U23-Kader einberufen. Am 31. Januar 2018 folgte eine Leihe an den englischen FC Walsall. Nach nur 5 Monaten endete seine Leihe, woraufhin er im August 2018 an die Grasshoppers Zürich verliehen wurde. 2019 kehrte er zu seinem Ursprungsverein zurück, wo er noch bis 2020 spielte. Am 8. August 2020 folgte schließlich sein Wechsel zum belgischen Erstligisten KAS Eupen, der ihn fest bis 2022 verpflichtete.
Nach Ablauf seines Vertrages wechselte er Anfang Juli 2022 ablösefrei zum Ligakonkurrenten KV Mechelen, wo er einen Vertrag mit einer Laufzeit von drei Jahren abschloss. Dort bestritt er in seiner ersten Saison 26 von 34 möglichen Ligaspielen, in denen er fünf Tore schoss, sowie drei Pokalspiele. In der neuen Saison 2023/24 wurde er in den ersten drei Ligaspielen und im verlorenen Spiel um den Supercup eingesetzt.
Nach drei weiteren Ligaspielen, bei denen er nicht im Kader stand, wurde er bis zum Ende der Saison an den türkischen Erstligisten Kasımpaşa Istanbul ausgeliehen. Dort bestritt er 24 von 34 möglichen Ligaspielen, in denen er zwei Tore schoss, und ein Pokalspiel. Zur Saison 2024/25 wurde er wieder im Kader des KV Mechelen aufgeführt und bestritt dort 8 von 40 möglichen Ligaspielen und ein Pokalspiel.

### Nationalmannschaft
Ngoy absolvierte fünf Spiele für die U21-Nationalmannschaft Belgiens, wobei er ein Tor schoss.